# Kevin Schmidt (acteur)
Pour les articles homonymes, voir Kevin Schmidt et Schmidt.
Kevin Schmidt est un acteur américain, né le 16 août 1988 à Andover, Kansas (États-Unis), il est souvent crédité comme Kevin G. Schmidt. 

## Biographie
Kevin Schmidt est né le 16 août 1988 à Andover, dans le Kansas (USA). Il est le fils de Kent et Kathy Schmidt, lesquels ont trois acteurs pour fils, Kenneth (29), Kevin et Kendall (26).
Il est principalement connu pour son rôle d'Henry Baker dans Treize à la douzaine ainsi que sa suite, mais aussi dans le feuilleton télévisé, Les Feux de l'amour où il a incarné Noah Newman de 2008 à 2012 .
En 2008, il est choisi pour jouer le rôle de Noah Newman dans Les Feux de l'amour. Il a joué pour la première fois dans la série le 13 août 2008. La même année, Kevin Schmidt devient acteur et coproducteur de la web-série Poor Paul.
En 2009, il vit en couple avec la chanteuse et danseuse Kimberly Wyatt. Ils se séparent trois ans plus tard, en 2012.

## Filmographie
- 2000 : Mind Rage : Michael Reid -jeune
- 2001 :  Parents à tout prix - Saison 1 épisode 12 : Kyle
- 2002 : Disparition (Taken) (feuilleton TV) : Tom Clarke -enfant
- 2003 : Treize à la douzaine (Cheaper by the Dozen) : Henry Baker
- 2003 : Le Protecteur Saison 3 épisode 11 : Ted
- 2004 : L'Effet papillon (The Butterfly Effect) : Lenny at 13
- 2004 : Les Petits Braqueurs (Catch That Kid) : Skip
- 2005 : Treize à la douzaine 2 (Cheaper by the Dozen 2) : Henry Baker
- 2005 : Monk - Monk et le petit Monk -Saison 4 épisode 8 : Leo
- 2007 : Les Experts : Manhattan - Fées d'hiver - Saison 4 épisode 12 : Tyler Bennet
- 2007 : Numb3rs - Protection rapprochée - Saison 4 épisode 6 : Steven Wexford
- 2007 : FBI : Portés disparus - Une seule erreur - Saison 6 épisode 9 : Mason Bynum
- 2009 : Princess Protection Program: Bull
- 2009 : Alvin et les Chipmunks 2: Ryan
- 2010 : Les Aventuriers de Smithson High (Unnatural History) : Henry Griffin
- 2008-2010 ; 2011-2012 : Les Feux de l'amour: Noah Newman
- 2014 : Sea of Fire d'Allison Liddi-Brown : Xander Harper
- 2016 : American Wrestler: The Wizard (en) d'Alex Ranarivelo (en) : Rowan Knox